# Gonolobus rostratus
Gonolobus rostratus är en oleanderväxtart som först beskrevs av Vahl, och fick sitt nu gällande namn av Robert Brown. Gonolobus rostratus ingår i släktet Gonolobus och familjen oleanderväxter. Inga underarter finns listade i Catalogue of Life.